# Homeryon asper
Homeryon asper är en kräftdjursart som först beskrevs av M. J. Rathbun 1906.  Homeryon asper ingår i släktet Homeryon och familjen Polychelidae. IUCN kategoriserar arten globalt som livskraftig. Inga underarter finns listade i Catalogue of Life.